# Wyżni Rycerowy Zawracik
Wyżni Rycerowy Zawracik (słow. Vyšný Licierov závrat) – położona na wysokości 1945 m przełęcz w Liptowskich Kopach w słowackich Tatrach Wysokich. Znajduje się w ich bocznym grzbiecie, pomiędzy Wielką Kopą Koprową (2052 m) a położoną po jej północno-zachodniej stronie Wyżnią Magurą Rycerową (1995 m). Północno-wschodnie strome stoki spod przełęczy opadają do wiszącej doliny zwanej  Wielkim Rycerowym, bardziej łagodne stoki południowo-zachodnie  do Doliny Szpaniej.
Jest to płytka i trawiasta przełęcz. Cały rejon Kop Liptowskich był wypasany co najmniej od XVIII wieku. Od 1949 Liptowskie Kopy są obszarem ochrony Tatrzańskiego Parku Narodowego z zakazem wstępu. Przełęcz jest widoczna od polskiej strony z czerwonego szlaku biegnącego główną granią Tatr od Kasprowego Wierchu na Świnicę.